# 马南 (加来海峡省)
马南（法語：Manin，法語發音：[manɛ̃]）是法国上法蘭西大區加来海峡省的一个市镇，属于阿拉斯区。

## 地理
马南（50°17'52"N, 2°30'41"E）面积4.07 平方千米，位于法国上法蘭西大區加来海峡省，该省份为法国北部沿海省份，西北濒北海，南至索姆省，东临北部省。
与马南接壤的市镇（或旧市镇、城区）包括：伊泽勒莱阿莫、博福尔-布拉万库尔、日旺希勒诺布勒、利涅勒伊、努瓦耶勒维永、维莱西尔西蒙。

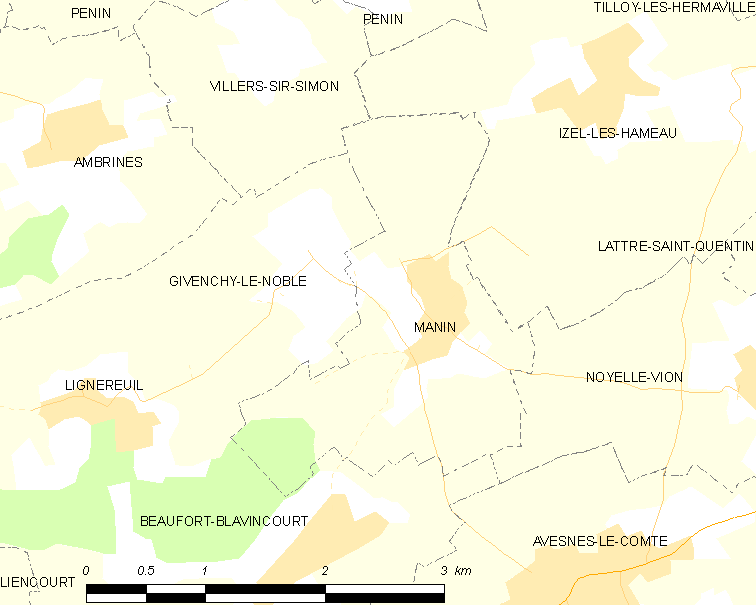
的OSM定位图

马南的时区为UTC+01:00、UTC+02:00（夏令时）。

## 行政
马南的邮政编码为62810，INSEE市镇编码为62544。

## 政治
马南所属的省级选区为阿韦讷勒孔特县。

## 人口

1962-2008年间人口变化图示

马南于2022年1月1日时的人口数量为182人。